# خودروی زرهی پلیس

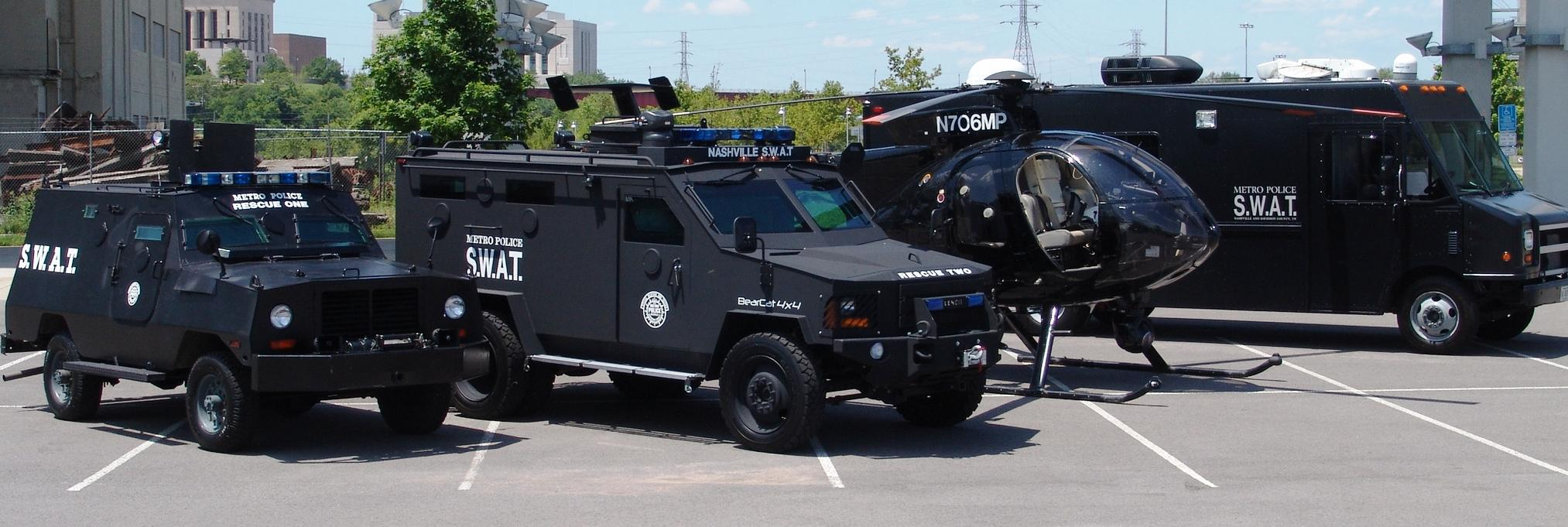
خودروهای زرهی پلیس مترو نشویل. از چپ به راست: کادیلاک گیج رنجر، لنکو بیرکت، هلیکوپتر ام‌دی ۵۰۰، ون پله‌ای مرکز عملیات اضطراری

خودروی زرهی پلیس (انگلیسی: Police armored vehicle) یا وسیله نقلیه تاکتیکی پلیس یک وسیله نقلیه زرهی غیرنظامی است که توسط پلیس، در درجه اول واحدهای تاکتیکی پلیس و پلیس ضد شورش، برای پاسخ به حوادثی که استفاده از آنها را ضروری می‌کند، استفاده می‌شود. این خودروها اغلب در پیکربندی‌های مشابه خودروهای سبک نظامی، خودروهای تحرک پیاده‌نظام یا نفربرهای زرهی هستند. خودروی زرهی پلیس معمولاً به گونه‌ای طراحی شده‌اند که زرهی داشته باشند که بتواند به اندازه کافی گلوله‌های کالیبر بالا را مسدود کند، فضای کافی برای حمل تجهیزات واحد و صندلی کافی برای سرنشینان داشته باشند. برخی نیز اجازه می‌دهند پرسنل اضافی در حین حمل و نقل به کنار وسیله نقلیه بچسبند.
یک وسیله نقلیه زرهی پلیس ممکن است به سادگی یک ون، کامیون یا خودروی شاسی‌بلند (اس‌یووی) غیر زرهی باشد که برای حمل تجهیزات یا افسران یا به عنوان پست فرماندهی استفاده می‌شود. سایر وسایل نقلیه تخصصی‌تر ممکن است غیرنظامی (یعنی بدون سلاح‌های سنگین) باشند که به عنوان مازاد نظامی خریداری شده‌اند یا به‌طور خاص به عنوان وسیله نقلیه پلیس طراحی شده‌اند تا به افسران اجازه دهند در موقعیت‌هایی که احتمال درگیری مسلحانه وجود دارد، فعالیت کنند. خودروهای تجاری سنگین تخصصی می‌توانند به عنوان خودروهای زرهی پلیس ارتقا یافته و ساخته شوند. آمبولانس‌ها و ون‌های امنیتی نیز می‌توانند به خودروهای زرهی پلیس تبدیل شوند، هرچند این امر کمتر رایج است.